# 9711 Želetava
A 9711 Zeletava (ideiglenes jelöléssel 1972 PA) a Naprendszer kisbolygóövében található aszteroida. Paul Wild és I. Bauersima fedezte fel 1972. augusztus 7-én.